# Єхегнут (Армавір)
Єхегнут (вірм. Եղեգնուտ) — село в марзі Армавір, на заході Вірменії. Село розташоване за 12 км на південний схід від міста Армавір, за 5 км на північний захід від села Єрасхаун, за 3 км на південь від села Зартонк та за 6 км на схід від села Аревік.